# 세븐 싸이코패스
《세븐 싸이코패스》(영어: Seven Psychopaths)는 2012년 공개된 영국의 풍자 범죄 코미디 드라마 영화이다. 마틴 맥도나가 연출, 각본, 제작을 맡고, 콜린 패럴, 샘 록웰, 우디 해럴슨, 크리스토퍼 워컨 등이 출연하였다. 맥도나는 전작 《킬러들의 도시》(2008)에 이어 패럴, 젤코 이바넥과 재협업하였다.
2012년 9월 7일 제37회 토론토 국제 영화제에서 전 세계 최초로 상영되었으며 미드나이트 매드니스 관객상을 수상하였다.

## 줄거리
최근 작가 마티는 영화 각본 아이디어를 짜내느라 골머리를 앓고 있다. 한편 마티의 친구 둘은 부자들의 애완견을 납치하고 후에 애완견을 돌려주면서 몸값을 등쳐먹고 살고 있다.
어느 날 이 친구 둘이 하필 갱스터가 아끼는 시추를 훔치면서 마티까지도 덩달아 목숨이 달린 한바탕 소동에 휘말린다. 이를 통해 마티는 뜻밖의 영감을 얻는다.

## 출연진
- 콜린 패럴
- 샘 록웰
- 우디 해럴슨
- 크리스토퍼 워컨
  - 해리 딘 스탠턴
- 톰 웨이츠
  - 브렌던 섹스턴 3세
- 애비 코니시
- 올가 쿠릴렌코
- 젤코 이바넥
- 린다 브라이트 클레이
- 어맨다 워런
- 롱 응우옌
- 제임스 에이베어
- 케빈 코리건
- 개버레이 시디베이
- 마이클 피트
- 마이클 스툴바그
- 헬레나 맛손

## 기타 제작진
- 공동 제작: 베치 댄버리
- 배역: 세라 헤일리 핀
- 미술: 데이비드 와스코
- 세트: 샌디 와스코
- 의상: 캐런 패치
- 분장: 데버라 러미아 데너비어, 보니 플라워스, 그레그 니커테로
- 음향 편집: 요아킴 순스트룀
- 제작 관리: 베치 댄버리
- 조감독: 피터 콘